# Federico Baschirotto
Federico Baschirotto, né le 20 septembre 1996 à Isola della Scala en Italie, est un footballeur italien qui évolue au poste de défenseur central à l'US Cremonese.

## Biographie

### Débuts
Né à Isola della Scala en Italie, Federico Baschirotto ne suit pas le parcours classique d'un footballeur, jouant longtemps dans les divisions inférieures du championnat italien et notamment au F.C. Legnago Salus (en) avant de rejoindre l'US Cremonese à l'été 2014. Mais le joueur ne fait aucune apparition avec l'équipe première du club, se contentant de quelques matchs avec la Primavera. Le 21 août 2015 il est prêté au Seregno Calcio, en Serie D, la quatrième division italienne.
Lors de l'été 2019, Federico Baschirotto quitte définitivement l'US Cremonese pour s'engager avec l'US Viterbese, où il retrouve la Serie C.
Le 27 juillet 2021, Baschirotto s'engage en faveur de l'Ascoli Calcio. C'est avec ce club qu'il découvre la Serie B, jouant son premier match dans cette compétition le 22 août 2021, lors de la première journée de la saison 2021-2022, face au Cosenza Calcio. Il est titularisé et son équipe s'impose par un but à zéro. Il inscrit son premier but pour le club le 14 janvier 2022, lors d'une rencontre de championnat face au Ternana Calcio. Il est titularisé au poste d'arrière droit lors de ce match remporté par son équipe (2-4 score final).

### US Lecce
Le 12 juillet 2022, Federico Baschirotto rejoint l'US Lecce, tout juste promu en première division. Il signe un contrat courant jusqu'en juin 2025,. 
Baschirotto fait sa première apparition sous les couleurs de Lecce face à l'AS Cittadella le 5 août 2022, en coupe d'Italie. Il entre en jeu à la place de Kastriot Dermaku et ne peut empêcher la défaite de son équipe (2-3 après prolongations). Baschirotto découvre alors la Serie A à presque 26 ans, jouant son premier match dans l'élite du football italien le 13 août 2022, à l'occasion de la première journée de la saison 2022-2023, contre l'Inter Milan. Il est titularisé et son équipe s'incline par deux buts à un. S'imposant rapidement comme un titulaire, il conquis les supporters du club par son courage et sa détermination et devient l'une des révélations de la saison en étant l'un des meilleurs défenseurs de la ligue. Il contribue au maintien de son équipe en première division, celle-ci terminant seizième de Serie A.